# ダウルスキー山脈
ダウルスキー山脈（ダウルスキーさんみゃく、ロシア語: Дау́рский хребе́т）はザバイカル地方中央部に位置する山脈である。

## 概要
ジラ川（インゴダ川支流）上流から北東方向に約300 km伸びてウリドゥルガ川（シルカ川流域）の源に達する。全体的に標高は高くはなく、最大標高は1,526 m。
山体は花崗岩と結晶片岩から成る。
植生はカラマツとマツの低木林である。